# فرودگاه آبی لک کایاگاماک
فرودگاه آبی لک کایاگاماک (به انگلیسی: Lac Kaiagamac Water Aerodrome) یک فرودگاه خصوصی است که یک باند فرود آب دارد. این فرودگاه در کشور کانادا قرار دارد و در ارتفاع ۳۶۳ متری از سطح دریا واقع شده‌است.